# Conseil départemental de l'Aisne
Le conseil départemental de l'Aisne est l'assemblée délibérante du département français de l'Aisne, collectivité territoriale décentralisée. Son siège se trouve à Laon.

## Le président
Le président du conseil départemental de l'Aisne est Nicolas Fricoteaux (UDI - Vervins) depuis 2015.

### Liste des présidents
| Période                            | Période                      | Identité                            | Étiquette                    | Étiquette                    |
| Président du conseil général       | Président du conseil général | Président du conseil général        | Président du conseil général | Président du conseil général |
| ---------------------------------- | ---------------------------- | ----------------------------------- | ---------------------------- | ---------------------------- |
| Premier Empire                     | Premier Empire               | Jean Louis de Viefville des Essarts |                              |                              |
| 1871                               | 1879                         | William Henry Waddington            |                              | Gauche                       |
| 1879                               | 1880                         | Destin Dupuy                        |                              | Radical                      |
| 1880                               | 1883                         | Henri Martin                        |                              | Républicain                  |
| 1884                               | 1904                         | François Malézieux                  |                              | Républicain                  |
| 1910                               | 1913                         | Rémy Gallas                         |                              | Radical                      |
| 1913                               | 1924                         | Henry Lamarre                       |                              | Rad.                         |
| 1924                               | 1925                         | Paul Doumer                         |                              | Radical indépendant          |
| 1927                               | 1931                         | Paul Doumer                         |                              | Radical indépendant          |
| 1931                               | 1940                         | Henry Lamarre                       |                              | Rad.                         |
| 1940                               | 1945                         | Conseil général suspendu            | Conseil général suspendu     | Conseil général suspendu     |
| 1945                               | 1949                         | Léon Grandvalet                     |                              | SFIO                         |
| 1949                               | 1951                         | Fernand Schoenenberger              |                              | SFIO                         |
| 1951                               | 1959                         | Louis Roy                           |                              | UNR                          |
| 1959                               | 1964                         | Jean Risbourg                       |                              | UNR                          |
| 1964                               | 1979                         | Jacques Pelletier                   |                              | Radical                      |
| 1979                               | 1985                         | André Godard                        |                              | UDF                          |
| 1985                               | 1988                         | Charles Brazier                     |                              | Divers droite                |
| 1988                               | 1998                         | Paul Girod                          |                              | UDF                          |
| 1998                               | 2001                         | Jean-Pierre Balligand               |                              | PS                           |
| 2001                               | 2015                         | Yves Daudigny                       |                              | PS                           |
| Président du conseil départemental |                              |                                     |                              |                              |
| 2015                               | en cours                     | Nicolas Fricoteaux                  |                              | UDI                          |

## Les vice-présidents
- 1er vice-président : Pierre-Jean Verzelen (LR - Marle)
- 2e vice-président : Pascale Gruny (LR - Saint-Quentin-2)
- 3e vice-président : Isabelle Létrillart (LR - Soissons-2)
- 4e vice-président : Pascal Tordeux (LR - Soissons-1)
- 5e vice-président : Colette Blériot (LR - Saint-Quentin-1)
- 6e vice-président : Isabelle Ittelet (UDI - Marle)
- 7e vice-président : François Rampelberg (LR - Fère-en-Tardenois)

## Les conseillers départementaux
Le conseil général de l'Aisne comprend 42 conseillers départementaux issus des 21 cantons de l'Aisne.
| Parti                                | Sigle | Sigle | Élus | Groupes                               |
| ------------------------------------ | ----- | ----- | ---- | ------------------------------------- |
| Majorité (36 sièges)                 |       |       |      |                                       |
| Divers droite                        |       | DVD   | 6    | L'Aisne en action                     |
| Union des démocrates et indépendants |       | UDI   | 4    | L'Aisne en action                     |
| Les Républicains                     |       | LR    | 4    | L'Aisne en action                     |
| Divers centre                        |       | DVC   | 4    | L'Aisne en action                     |
| La République en marche              |       | LREM  | 1    | L'Aisne en action                     |
| Sans étiquette                       |       | SE    | 1    | L'Aisne en action                     |
| Divers droite                        |       | DVD   | 4    | L'Aisne terre innovante               |
| Les Républicains                     |       | LR    | 3    | L'Aisne terre innovante               |
| Divers gauche                        |       | DVG   | 1    | L'Aisne terre innovante               |
| Sans étiquette                       |       | SE    | 1    | L'Aisne terre innovante               |
| Divers gauche                        |       | DVG   | 4    | L'Aisne progressiste et solidaire     |
| Parti socialiste                     |       | PS    | 1    | L'Aisne progressiste et solidaire     |
| Mouvement radical                    |       | MR    | 1    | L'Aisne progressiste et solidaire     |
| Divers centre                        |       | DVC   | 1    | L'Aisne progressiste et solidaire     |
| Opposition (6 sièges)                |       |       |      |                                       |
| Parti communiste français            |       | PCF   | 1    | L'Aisne en Commun - Gauche - Écologie |
| La France Insoumise                  |       | LFI   | 2    | L'Aisne en Commun - Gauche - Écologie |
| Parti socialiste                     |       | PS    | 2    | L'Aisne en Commun - Gauche - Écologie |
| Europe Écologie Les Verts            |       | EÉLV  | 1    | L'Aisne en Commun - Gauche - Écologie |
| Président du conseil départemental   |       |       |      |                                       |
| Nicolas Fricoteaux (UDI)             |       |       |      |                                       |

## Budget
Le conseil général de l'Aisne a en 2011 un budget de 570 millions d'euros.
| Domaine d'investissement | Investissement        |
| ------------------------ | --------------------- |
| Enseignement             | 26,5 millions d'euros |
| Environnement            | 9,5 millions d'euros  |
| Territoire               | 7,4 millions d'euros  |
| Économie & tourisme      | 2,8 millions d'euros  |
| Social & logement        | 4,6 millions d'euros  |
| Ressources internes      | 3,6 millions d'euros  |
| Sport & culture          | 6,6 millions d'euros  |
| Voirie                   | 24,2 millions d'euros |
| Total (2011)             | 107 millions d'euros  |

## Identité visuelle

Logo de l'Aisne (conseil général) de 2003 à 2015.
Logo de l'Aisne (conseil départemental) depuis 2015.